# Sunrise (Alaska)
Sunrise is een plaats (census-designated place) in de Amerikaanse staat Alaska en valt bestuurlijk gezien onder Kenai Peninsula Borough.

## Demografie
Bij de volkstelling in 2000 werd het aantal inwoners vastgesteld op 18.

## Geografie
Volgens het United States Census Bureau beslaat de plaats een oppervlakte van
33,7 km², waarvan 33,7 km² land.

## Plaatsen in de nabije omgeving
De onderstaande figuur toont nabijgelegen plaatsen in een straal van 56 km rond Sunrise.